# NGC 1000

NGC 1000

 NGC 1000  هي مجرة إهليلجية تقع في كوكبة المرأة المسلسلة (كوكبة). تم اكتشافها في 9 ديسمبر 1871 من قبل إدوارد جان ماري ستيفان.

## وصلات خارجية
- NGC 1000 على موقع ويكي سكاي: DSS2, SDSS, GALEX, IRAS, Hydrogen α, X-Ray, Astrophoto, Sky Map, Articles and images